# Bäcktapakul
Bäcktapakul (Scytalopus macropus) är en fågel i familjen tapakuler inom ordningen tättingar.

## Utbredning och systematik
Fågeln förekommer i centrala Andernas östsluttning i Peru (södra Amazonas till Junín). Den behandlas som monotypisk, det vill säga att den inte delas in i några underarter.

## Status
IUCN kategoriserar arten som livskraftig.